# 新大方サムゴリ駅
新大方サムゴリ駅（シンデバンサムゴリえき）は大韓民国ソウル特別市銅雀区大方洞にある、ソウル交通公社7号線の駅。駅番号は(741)。

## 駅構造

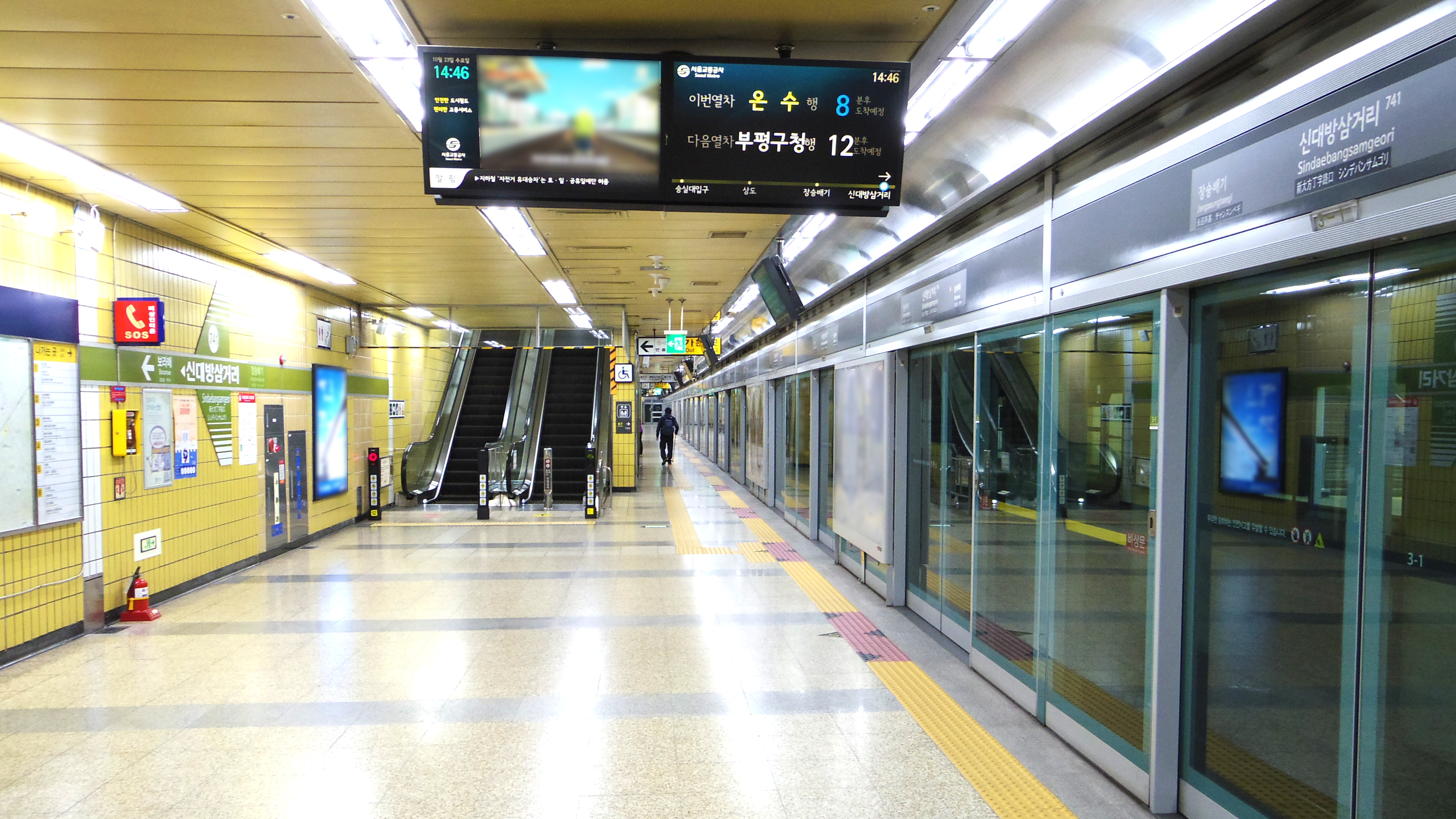
ホーム

相対式ホーム2面2線を有する地下駅で、フルスクリーンタイプのホームドアが設置されている。改札階に繋がる階段はホーム1面につき2ヶ所、エレベータは1基ずつ設置されている。
改札口は上下ホーム別々に設置されており、改札内でのホーム間の移動はできない。化粧室は改札外にある。
出入口は1番から6番までの合計6ヶ所ある。

### のりば
- 案内上ののりば番号は設定されていない。

| 上り | 7号線 | 高速ターミナル・建大入口・道峰山・長岩方面   |
| 下り | 7号線 | 大林・加山デジタル団地・光明サゴリ・温水方面 |

## 利用状況
近年の一日平均利用人員推移は下記のとおり。なお、2000年は開業日の8月1日から12月31日までの153日間の平均である。
| 路線  | 路線     | 2000年 | 2001年 | 2002年 | 2003年 | 2004年 | 2005年 | 2006年 | 2007年 | 2008年 | 2009年 | 出典  |
| ----- | -------- | ------ | ------ | ------ | ------ | ------ | ------ | ------ | ------ | ------ | ------ | ----- |
| 7号線 | 乗車人員 | 8,705  | 10,672 | 12,233 | 13,257 | 13,916 | 14,126 | 14,184 | 14,406 | 14,817 | 14,860 | [ 1 ] |
| 7号線 | 降車人員 | 8,138  | 9,950  | 11,502 | 12,394 | 12,903 | 13,206 | 13,234 | 13,278 | 13,582 | 13,621 | [ 1 ] |
| 7号線 | 乗降人員 | 16,843 | 20,622 | 23,735 | 25,651 | 26,819 | 27,332 | 27,418 | 27,685 | 28,399 | 28,481 | [ 1 ] |
| 路線  | 路線     | 2010年 | 2011年 | 2012年 | 2013年 | 2014年 | 2015年 |        |        |        |        | [ 1 ] |
| 7号線 | 乗車人員 | 15,014 | 15,285 | 15,343 | 15,824 | 16,171 | 16,059 |        |        |        |        | [ 1 ] |
| 7号線 | 降車人員 | 13,807 | 14,177 | 14,461 | 14,916 | 15,276 | 15,181 |        |        |        |        | [ 1 ] |
| 7号線 | 乗降人員 | 28,821 | 29,462 | 29,805 | 30,740 | 31,447 | 31,240 |        |        |        |        | [ 1 ] |

## 駅周辺
- ポラメ公園（朝鮮語版）
- 上道初等学校
- ソウル大林初等学校
- 江峴中学校
- 天主教新大方洞教会
- ポラメ病院（朝鮮語版）
- 銅雀郵便局（朝鮮語版）

## 歴史
- 2000年8月1日 - 開業。

## 隣の駅
ソウル交通公社
 7号線
チャンスンベギ駅 (740) - 新大方サムゴリ駅 (741) - ポラメ駅 (742)　